# Michael Thurk
Michael ’Micha’ Thurk, född 28 maj 1976 i Frankfurt am Main, är en tysk fotbollsspelare (forward) som spelar i FC Heidenheim. Thurk inledde sin professionella spelarkarriär 1995 i SpVgg. Oberrad och har sedan dess även spelat för SV Jügesheim, 1. FSV Mainz 05, FC Energie Cottbus, Eintracht Frankfurt och FC Augsburg.